# Palazzo Salvadori
Palazzo Salvadori è un edificio storico situato in via Manci (già via Lunga) a Trento.

## Storia
Progettato dall'architetto Lucio Tosani e realizzato a partire dal 15 agosto 1515 durante il regno del principe vescovo Bernardo Clesio, l'edificio sorge sulle fondamenta dell'antica sinagoga della piccola comunità ebraica presente in città.
Per lungo tempo appartenuto alla famiglia dei Trauttmansdorf, l'edificio presenta due portoni sui quali sono presenti due medaglioni di pietra, risalenti alla prima metà del XVIII secolo, dipinti da Francesco Oradini raffiguranti il martirio e la gloria di Simonino di Trento.